# Тулдила
Тулдила (на латински: Tuldila) е, според Габаин (Gabain), хунски владетел, вожд във войската на император Майориан.

## Биография
Единственият исторически източник, който предоставя информация за Тулдила, е панегирик за император Майориан, написан от поета Сидоний Аполинарий. Според този източник в началото на 458 г. императорът на Западната Римска империя предприел пътуване до Дунава с голяма армия, събрана за войната срещу вандалите, за да защити североизточните провинции на своята държава от варварите. Поетът пише, че по време на кампанията много народи се подчинили на императора и че един от варварските вождове, Тулдила, който отказал да признае властта на Майориан над себе си, загинал в битка с римската армия. Според Сидоний хората, водени от Тулдила, наскоро са загубили своите владетели в битка, откъдето се предполага, че става въпрос за загубата на Елак и други хунски вождове в битката при Недао няколко години преди това и народът е хуни, владели земи в Мизия и Крайбрежна Дакия.
След него на трона се качва Денгизих (?-469).

## Произход на името
Името на Тулдила, подобно на това на Тулан (Τουλδίχ; 580s), произхожда от произлиза от тюркската дума *tuld (съставено от uld или ult, вж. Улдин), и умалителна наставка in/ach (+q, +k), т.е. германската умалителна наставка -ila.